# Daisy Van Cauwenbergh
Daisy Van Cauwenbergh (Kessel-Lo, 24 augustus 1968) is een gewezen Miss België. Zij won de verkiezing in 1988. Ze volgde op dat moment een opleiding tot burgerlijk ingenieur, maar gaf haar studies op om een mediacarrière uit te bouwen.

## Televisie
Na haar jaar als Miss België ging ze aan de slag bij televisiezender VTM als omroepster, een job die ze beëindigde op 30 juni 2003. Daarnaast presenteerde ze samen met Herbert Bruynseels Medialaan 1. Dit programma kreeg zelfs van de kijkers een Gouden Oog. Het werd stopgezet in 1998. In 1999 was ze presentatrice van het VTM-programma Allemaal Baasjes.
In 2003 nam Van Cauwenbergh deel aan het eerste seizoen van De Slimste Mens ter Wereld. Na twee deelnames moest ze de quiz verlaten.

## Privé
Van Cauwenbergh trouwde in 1994 met Jean-François d’Hondt, een regisseur bij VTM. Hun huwelijk hield vier jaar stand. In 1999 hertrouwde zij met de Nederlander Huub Fijen, met wie zij twee zonen heeft.
In 2007 won Van Cauwenbergh de Mrs Globe Belgium-verkiezing voor getrouwde vrouwen en mocht ze deelnemen aan de wereldwijde editie hiervan, die ze ook won. Daarnaast zat Van Cauwenbergh in het VTM-programma Ranking The Stars 2007.
Op 5 augustus 2008 werden Van Cauwenbergh en haar man opgepakt voor ondervraging in verband met een mogelijke sterfhuisconstructie van twee bedrijven van Fijen. Ze werden ondervraagd door de onderzoeksrechter in Brussel en op 6 augustus 2008 op voorwaarden vrijgelaten. Ze ontkenden elke betrokkenheid. De rechter stelde beiden wel in verdenking in het onderzoek naar de faillissementen van Fijens vier bedrijven. Op 30 september 2008 ging ook Sehuda failliet. Van Cauwenbergh werd in november 2016 veroordeeld tot vijf maanden voorwaardelijk, haar man tot tien maanden voorwaardelijk, ieder tot een boete van € 11.000,- en hun bedrijf JHS tot een boete van € 27.500,-.
In 2009 deed Van Cauwenbergh mee aan spelprogramma's en verzorgde ze de presentatie van de nieuwe Misses Globe Belgium-verkiezing. In 2010 beëindigde Van Cauwenbergh haar mediacarrière.